# TN8 (canal de televisión)
Televisora Nicaragüense S.A. (más conocido como TN8), es un canal de televisión abierta nicaragüense. Es un canal de capitales privados pero que pertenece a Juan Carlos Ortega Murillo, uno de los hijos de la pareja presidencial. Su sede principal se encuentra ubicada en la ciudad de Managua, en la residencial Bolonia.

## Historia

### Primer Canal 8 (años 50 y 60)
La frecuencia de canal 8 en Managua fue la primera en irse al aire en Nicaragua, aunque no se sabe la fecha exacta del inicio de sus transmisiones. Se dice que el canal inició sus transmisiones el 15 de julio de 1956, de la mano de Somoza García, aunque la Television Factbook del año siguiente dice que el canal entró al aire en agosto y suspendió sus operaciones en octubre. Canal 8 no tuvo un éxito masivo en sus inicios, debido al hecho de que los televisores que existían en Nicaragua de aquella eran escasos y cubrían una porción reducida de la población nacional. Se sabe que en 1962, el canal asumió el indicativo de señal YNSA-TV.
El propietario era Televisión de Nicaragua, S.A. y emitía desde la sede del difunto periódico Novedades, que, como el canal, era propiedad de Anastasio Somoza García. El equipo técnico provino del extranjero y estaba controlado por técnicos e ingenieros de Radio Managua y los Estados Unidos. Su dirigente era el periodista Luis Hidalgo. La programación estaba limitada, el canal emitía regularmente de 6:30pm a 9pm, con programación tanto filmada como en vivo, posteriormente sumando programas de fólclor en vivo y partidos de béisbol.
La emisión de pruebas deportivas, en especial fútbol y béisbol, tenía como plan competir con la radio. En 1961, el canal mejoró su equipamiento y su cobertura se expandió a la región del Pacífico. El canal fue fusionado con Canal 6 en 1962. No se sabe cuándo exactamente se cerró como repetidora.

### Etapa de Carlos Briceño
A inicio de los años 90, el monopolio del Sistema Sandinista de Televisión, a partir de aquí dividida en dos empresas, una para cada canal (Canal 2 y Canal 6), se acabó, y la licencia para operar al canal 8 (reactivado, ya que la frecuencia existió antes) fue otorgada a Telenica, fundado por el periodista Carlos Briceño, excorrespondiente de Univisión en Miami, que más tarde trabajó en el Sistema Nacional de Televisión (Canal 6), el 3 de febrero de 1992, iniciando sus transmisiones el 9 de diciembre de ese año, aunque algunas fuentes afirman que el canal inició sus transmisiones en julio. Cuando el canal se inició, tenía como ámbito ser una alternativa a los canales ya existentes (2 y 8, más tarde también el 4), aun así el canal operaba con recursos humanos muy limitados, forzando el canal a emitir casi exclusivamente a enlatados, si los recursos financieros eran los suficientes. El equipamiento se obtuvo gracias a donaciones bancarias y agencias de apoyo internacional. A mediados de la década, Telenica/TN8 tenía un proyecto de convertirse en un canal exclusivamente de noticias.

## Programación
Su programación está dirigida al público joven. Está concentrada en transmisión de noticias, deportes, especiales, series y musicales.
Los programas de mayor renombre son: 
- Crónica Tn8 Noticiero.
- Estudio TN8, de transmisión diaria.
- 8 Deportivo, un programa deportivo emitido en horario de máxima audiencia.
- Rebeldes, programa transmitido en horario dominical con un enfoque juvenil nicaragüense
- Programas de producción nacional.
- Hora Nick, es un programa que transmite las series de Nickelodeon, conducido por adolescentes donde además se presentan artistas nacionales emergentes.
- Esports TN8
- Comedias actuales y series.